# Bakonypölöske
Bakonypölöske (németül: Peretschke, Peroldsdorf) község Veszprém vármegyében, a Pápai járásban.

## Fekvése
A Bakonyalján fekszik, a legközelebbi városok Devecser (12 km) és Pápa (16 km).

### Megközelítése
Közúton csak a két előbbi várost összekötő 8402-es úton érhető el, amely végighalad a település teljes területén, annak főutcájaként, nagyjából dél-északi irányban. Vasútvonal nem érinti, a legközelebbi vasúti csatlakozási lehetőség a Székesfehérvár–Szombathely-vasútvonal Devecser vasútállomása.

## Története
Első írásos említése 1314-ből maradt fenn (Perechke). Akkor kisnemesek lakták. A török hódoltság idején elpusztult, s csak a 18. században kezdett újra benépesülni elsősorban német telepesekkel. 
1909-ig Pölöske volt a neve.
2014 szeptemberében a településre vezető mindkét utat le kellett zárni egy időre a közúti forgalom elől a heves esőzések következtében medrükből kilépő vízfolyások miatt. 

## Közélete

### Polgármesterei
- 1990–1994: Szarka Gyula (független)[5]
- 1994–1998: Szarka Gyula (független)[6]
- 1998–2002: Szarka Gyula (független)[7]
- 2002–2006: Szarka Gyula (független)[8]
- 2007–2010: Ulaki Béla (független)[9]
- 2010–2014: Ulaki Béla László (független)[10]
- 2014–2019: Ulaki Béla László (független)[11]
- 2019–2024: Ulaki Béla (független)[12]
- 2024– : Ulaki Béla László (független)[1]

A településen a 2006. október 1-jén megtartott önkormányzati választás után, a polgármester-választás tekintetében szavazategyenlőség miatt nem lehetett eredményt hirdetni, a szavazásra jogosult 349 fő helyi lakos közül 250 fő járult az urnákhoz, hatan érvénytelenül voksoltak, az érvényesen leadott szavazatok pedig épp fele-fele arányban oszlottak meg Szarka Gyula addigi független polgármester és egyetlen kihívója, az ugyancsak független Ulaki Béla között (122:122). Az eredménytelenség miatt szükségessé vált időközi választást 2007. január 7-én tartották meg, valamivel szerényebb választói aktivitás mellett, ami Ulaki Bélának kedvezett.

## Népesség
A település népességének változása:
| Lakosok száma | 373  | 370  | 375  | 384  | 389  | 379  | 390  |
|               | 2013 | 2014 | 2015 | 2021 | 2022 | 2023 | 2024 |

A 2011-es népszámlálás idején a lakosok 95,2%-a magyarnak, 24,8% németnek, 4,5% cigánynak mondta magát (4,8% nem nyilatkozott; a kettős identitások miatt a végösszeg nagyobb lehet 100%-nál). A vallási megoszlás a következő volt: római katolikus 66,4%, református 3,5%, evangélikus 2,1%, görögkatolikus 0,3%, felekezeten kívüli 5,6% (21,6% nem nyilatkozott).
2022-ben a lakosság 85,3%-a vallotta magát magyarnak, 10% németnek, 3,9% cigánynak, 0,5% románnak, 2,3% egyéb, nem hazai nemzetiségűnek (14,4% nem nyilatkozott; a kettős identitások miatt a végösszeg nagyobb lehet 100%-nál). Vallásuk szerint 51,4% volt római katolikus, 2,8% református, 1,5% evangélikus, 0,5% görög katolikus, 0,3% ortodox, 1,3% egyéb keresztény, 2,1% egyéb katolikus, 5,4% felekezeten kívüli (34,7% nem válaszolt).

## Nevezetességei
- Szent Márton római katolikus templom
- A 18. század végén épült Halasy-Öchtritz-kúria
- A Szilvásdomb lábánál lévő halastó, amely horgászásra már nem alkalmas

## Régi mondások, falucsúfolók a településről
- Füstölög, mint Perecske. [A mondás eredete nem tisztázott.][16]